# Coupe d'Europe des vainqueurs de coupe masculine de handball 1983-1984
Navigation
Coupe des Coupes 1982-1983 Coupe des coupes 1984-1985
La Coupe d'Europe des vainqueurs de coupe masculine de handball 1983-1984 est la 9e édition de la Coupe d'Europe des vainqueurs de coupe masculine de handball.
Organisée par la Fédération internationale de handball (IHF), la compétition est ouverte à 19 clubs de handball d'associations membres de l'IHF. Ces clubs sont qualifiés en fonction de leurs résultats dans leur pays d'origine lors de la saison 1982-1983.
Elle est remportée par le club espagnol du FC Barcelone, vainqueur en finale du club yougoslave du RK Sloga Doboj.
À noter l'absence des clubs soviétiques (dont le tenant du titre, le SKA Minsk), est-allemands, polonais et roumains en raison de la préparation des Jeux olympiques 1984, compétition que ces nations décideront finalement de boycotter.

## Résultats

### Premier tour
| Équipe 1               | Score   | Équipe 2           | Aller | Retour |
| ---------------------- | ------- | ------------------ | ----- | ------ |
| VOP Thessaloniki       | 30 – 59 | VIF Dimitrov Sofia | 16-26 | 14-33  |
| De Gazellen Doetinchem | 36 – 38 | HC Berchem         | 20-17 | 16-21  |
| Wampum Teramo          | 48 – 42 | Union Beynoise     | 20-15 | 28-27  |
| Sjundeå IF             | 54 – 60 | Fredensborg/Ski IL | 26-29 | 28-31  |

### Huitièmes de finale
| Équipe 1              | Score   | Équipe 2                | Aller | Retour |
| --------------------- | ------- | ----------------------- | ----- | ------ |
| FC Barcelone          | 56 – 39 | ASKÖ Linz               | 32-14 | 24-25  |
| VIF Dimitrov Sofia    | 32 – 45 | TUSEM Essen             | 20-18 | 12-27  |
| Maccabi Rishon LeZion | 48 – 45 | Dalhems Malmö           | 25-26 | 23-19  |
| KR Reykjavik          | 48 – 31 | HC Berchem              | 17-12 | 31-19  |
| Helsingør IF          | ?? – ?? | Grasshopper Club Zurich | ??-?? | ??-??  |
| VSŽ Košice            | 55 – 57 | Volan Szeged            | 32-27 | 23-30  |
| Wampum Teramo         | 45 – 57 | Fredensborg/Ski IL      | 24-27 | 21-30  |
| SMUC Marseille        | 49 – 65 | RK Sloga Doboj          | 17-24 | 32-41  |

### Quarts de finale
| Équipe 1           | Score   | Équipe 2              | Aller | Retour |
| ------------------ | ------- | --------------------- | ----- | ------ |
| FC Barcelone       | 31 – 28 | TUSEM Essen           | 19-13 | 12-15  |
| KR Reykjavik       | 32 – 33 | Maccabi Rishon LeZion | 16-19 | 16-14  |
| Helsingør IF       | 46 – 54 | Volan Szeged          | 25-23 | 21-31  |
| Fredensborg/Ski IL | 40 – 53 | RK Sloga Doboj        | 19-23 | 21-30  |

### Demi-finales
| Équipe 1     | Score   | Équipe 2              | Aller | Retour |
| ------------ | ------- | --------------------- | ----- | ------ |
| FC Barcelone | 54 – 32 | Maccabi Rishon LeZion | 26-18 | 28-14  |
| Volan Szeged | 50 – 51 | RK Sloga Doboj        | 24-26 | 26-25  |

### Finale
| Équipe 1     | Score   | Équipe 2       | Aller | Retour |
| ------------ | ------- | -------------- | ----- | ------ |
| FC Barcelone | 24 – 21 | RK Sloga Doboj | -     | -      |

La finale se serait disputée sur un seul match.